# Hessische Lehrkräfteakademie
Die Hessische Lehrkräfteakademie ist das Landesbildungsinstitut des Landes Hessen. Es wirkt auf eine Qualitätsentwicklung der Schulen hin und berät das Hessische Kultusministerium bei Maßnahmen zur Weiterentwicklung des Schulwesens. Die rechtliche Grundlage bildete das „Gesetz zur Neustrukturierung der hessischen Bildungsverwaltung“, das am 24. März 2015 der Hessische Landtag beschloss. Zu den Vorgängern gehört das Hessische Landesinstitut für Pädagogik (1997–2004), das Institut für Qualitätsentwicklung (2005–2012), das Amt für Lehrerbildung (2005–2012) und das Landesschulamt und Lehrkräfteakademie bis 2015. 

## Aufgaben
- Ausbildung im pädagogischen Vorbereitungsdienst aller Schulformen
- Qualifizierung des Ausbildungspersonals an den hessischen Studienseminaren
- Fort- und Weiterbildungsmaßnahmen für Schulen und Lehrkräfte
- Qualifizierung der Lehrkräfte für Beratungs- und Fortbildungstätigkeiten sowie für besondere Vorhaben der Schulentwicklung
- Fachaufsicht über die hessischen Medienzentren
- Curriculumentwicklung

## Abteilungen
Im Fokus der Abteilung I steht die Lehrerausbildung in Hessen (Studium und Vorbereitungsdienst) sowie die interne und externe Evaluation von Schulen. Zu den Aufgaben gehören unter anderem:
- die Begleitung der Konzeptentwicklung (I. Phase der Lehrerausbildung, II. Phase der Lehrerausbildung, Evaluation),
- die Kommunikation mit den Dezernatsleitungen zur Sicherstellung der Qualitätsentwicklung und Verzahnung der Aufgabengebiete der Dezernate.

Zur Hessischen Lehrkräfteakademie gehören die fünf Prüfungsstellen in Darmstadt, Frankfurt am Main, Gießen, Marburg und Kassel für die Erste Staatsprüfung an den hessischen Universitäten sowie die 30Studienseminare zur Durchführung des pädagogischen Vorbereitungsdienstes in Hessen, der mit der Zweiten Staatsprüfung abgeschlossen wird.
Einen Arbeitsschwerpunkt der Abteilung II bildet die Professionalisierung der hessischen Lehrkräfte sowie die Qualifizierung schulischer Führungskräfte. Außerdem steht die Weiterentwicklung curricularer Grundlagen und der hessischen Kerncurricula im Vordergrund.